# Bruno Liuzzi
Bruno Enzo Liuzzi (Venado Tuerto, provincia de Santa Fe, Argentina; 30 de agosto de 2000) es un futbolista argentino con nacionalidad chilena. Juega de mediocampista y su equipo actual es Sarmiento que disputa la Primera División de Argentina.

## Estadísticas
| Club                             | Div.          | Temporada     | Liga  | Liga  | Copas nacionales | Copas nacionales | Torneos internacionales | Torneos internacionales | Total | Total |
| Club                             | Div.          | Temporada     | Part. | Goles | Part.            | Goles            | Part.                   | Goles                   | Part. | Goles |
| -------------------------------- | ------------- | ------------- | ----- | ----- | ---------------- | ---------------- | ----------------------- | ----------------------- | ----- | ----- |
| Unión La Calera · Chile          | 1.ª           | 2021          | 8     | 1     | 2                | 0                | 4                       | 0                       | 14    | 1     |
| Unión La Calera · Chile          | Total club    | Total club    | 8     | 1     | 2                | 0                | 4                       | 0                       | 14    | 1     |
| Gimnasia y Esgrima (M) Argentina | 2.ª           | 2022          | 8     | 0     | 0                | 0                | —                       | —                       | 8     | 0     |
| Gimnasia y Esgrima (M) Argentina | Total club    | Total club    | 8     | 0     | 0                | 0                | 0                       | 0                       | 8     | 0     |
| Deportes Copiapó · Chile         | 1.ª           | 2023          | 0     | 0     | 0                | 0                | —                       | —                       | 0     | 0     |
| Deportes Copiapó · Chile         | Total club    | Total club    | 0     | 0     | 0                | 0                | 0                       | 0                       | 0     | 0     |
| Deportes Antofagasta · Chile     | 2.ª           | 2023          | 17    | 0     | 0                | 0                | —                       | —                       | 17    | 0     |
| Deportes Antofagasta · Chile     | 2.ª           | 2024          | 4     | 0     | 0                | 0                | —                       | —                       | 4     | 0     |
| Deportes Antofagasta · Chile     | Total club    | Total club    | 21    | 0     | 0                | 0                | 0                       | 0                       | 21    | 0     |
| Total carrera                    | Total carrera | Total carrera | 37    | 1     | 2                | 0                | 4                       | 0                       | 43    | 1     |
| 1. 2. 3.                         |               |               |       |       |                  |                  |                         |                         |       |       |